# Bathyphantes simillimus
Bathyphantes simillimus är en spindelart som först beskrevs av Ludwig Carl Christian Koch 1879.  Bathyphantes simillimus ingår i släktet Bathyphantes och familjen täckvävarspindlar. Utöver nominatformen finns också underarten B. s. buchari.